# Neobatrachus wilsmorei
Neobatrachus wilsmorei é uma espécie de anfíbio da família Limnodynastidae.
É endémica da Austrália.
Os seus habitats naturais são: matagal de clima temperado, matagal árido tropical ou subtropical, matagais mediterrânicos, campos de gramíneas subtropicais ou tropicais secos de baixa altitude, marismas intermitentes de água doce, desertos quentes e desertos temperados.